# هیوبرت هامفری
هیوبرت هامفری (به انگلیسی: Hubert Humphrey) سیاستمدار آمریکایی بود که به عنوان ۳۸مین معاون رئیس‌جمهور آمریکا از ۱۹۶۵ تا ۱۹۶۹ در دوره ریاست جمهوری لیندون جانسون فعالیت کرد. او نامزد حزب دموکرات ایالات متحده آمریکا در انتخابات ریاست‌جمهوری ۱۹۶۸ ایالات متحده آمریکا بود که از ریچارد نیکسون نامزد جمهوریخواه شکست خورد. وی در سال ۱۹۴۹ تا ۱۹۶۴ و ۱۹۷۱ تا ۱۹۷۸ میلادی سناتور ایالت مینه‌سوتا در سنای ایالات متحده آمریکا بود.